# Musique psychédélique
La musique psychédélique (en anglais psychedelic music ou parfois psychedelia) couvre un grand nombre de genres musicaux populaires influencés par le psychédélisme des années 1960, une sous-culture d'individus qui faisaient usage de drogues planantes comme le LSD, le cannabis, la mescaline et le DMT pour faire l'expérience d'hallucinations sensorielles.

## Caractéristiques
Plusieurs éléments distinguent la musique psychédélique des autres éléments ; l'instrumentation dite exotique, comme en particulier la sitar et le tabla. Les paroles sont souvent surréelles, mystiques et littéraires,. Les morceaux comprennent également des segments instrumentaux ou des jams. Les claviers sont très présents, en particulier pendant les années 1960, avec l'usage de l'orgue électronique, d'harpsichords ou du Mellotron.

## Histoire

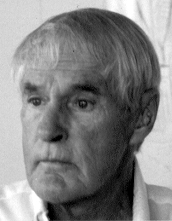
Timothy Leary, grand militant de l'usage du LSD dans les années 1960, ici en 1989.

Pendant la seconde moitié des années 1950, les grands de la Beat Generation comme William Burroughs, Jack Kerouac et Allen Ginsberg parlent et prennent de la drogue, dont du cannabis et de la Benzedrine, dans l'objectif de les populariser. Au début des années 1960, l'usage du LSD et d'autres drogues est privilégié, afin d'atteindre un état de conscience plus vaste, par Timothy Leary, Alan Watts, Aldous Huxley et Arthur Koestler,.
San Francisco verra émerger une scène musicale et des clubs folk, coffee houses et chaines de radio indépendantes. La drogue est déjà répandue parmi les musiciens de jazz et blues, et, dans les années 1960, l'usage notamment du LSD commence à s'accroitre parmi les musiciens de folk et rock. L'un des premiers emplois du terme « psychédélique » dans la scène folk se fait au sein du groupe The Holy Modal Rounders avec leur version de Hesitation Blues de Leadbelly en 1964. Le guitariste folk/avant-gardiste John Fahey enregistre plusieurs morceaux dans les années 1960, qui font usage de techniques inhabituelles (bandes de cassettes jouées à l'envers, flute et sitar). The Great San Bernardino Birthday Party « a anticipé les éléments de la psychedelia avec ses improvisations nerveuses et ses accords de guitare bizarres. »

## Genres dérivés

### Hip-hop

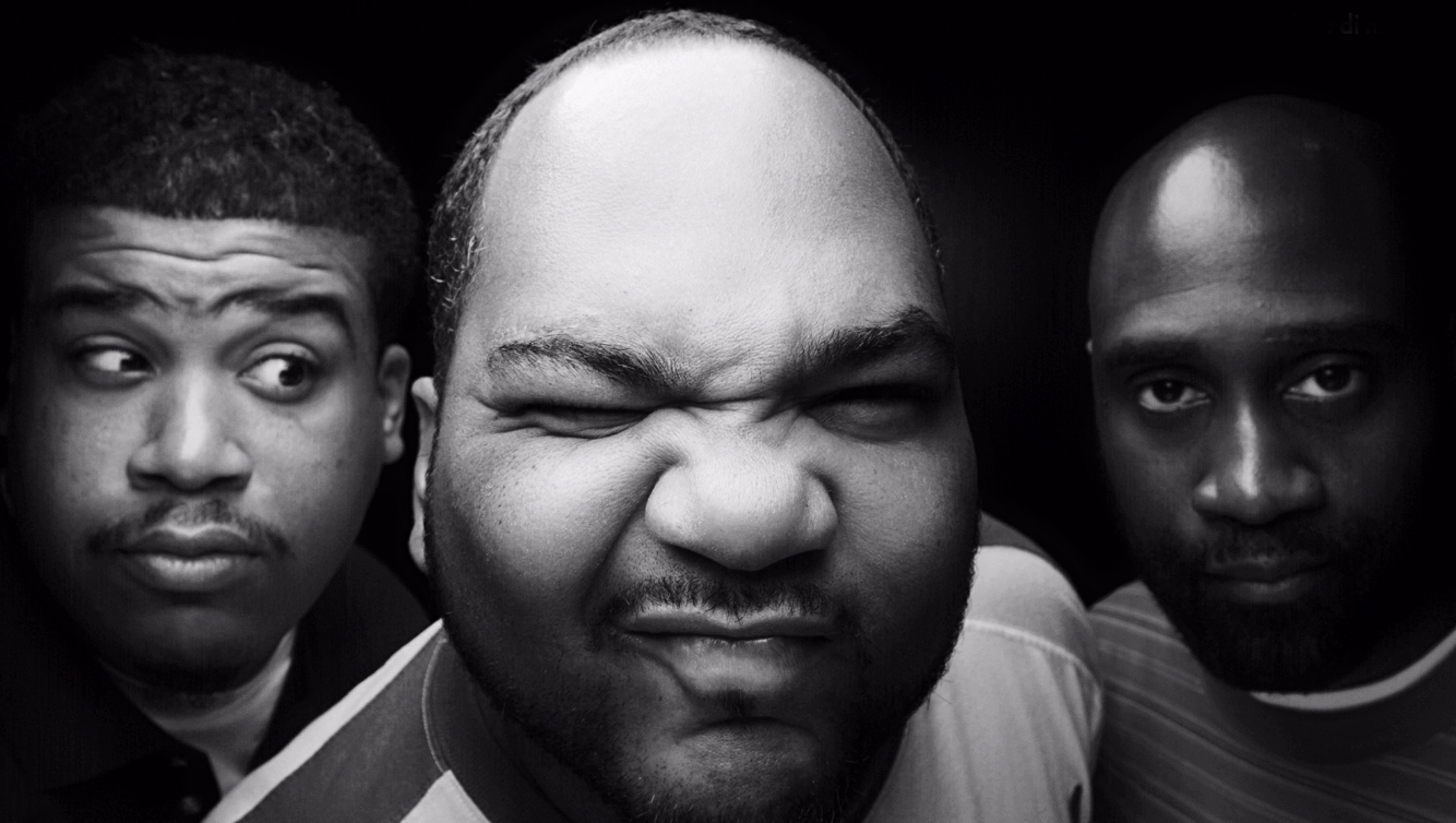
De La Soul, pionniers du hip-hop psychédélique.

Le hip-hop psychédélique émerge à la fin des années 1980 avec notamment De La Soul comme pionnier, avec leur album 3 Feet High and Rising (1989). Des rappeurs blancs comme les Beastie Boys et leur double album Paul's Boutique (1989) se basent vers un son plus subtil, influencé par Curtis Mayfield et Pink Floyd. Dans les années 1990, plusieurs expérimentations se font et mêlent psychedelia et hip-hop. Les Jungle Brothers mêlent hip-hop et acid house sur I'll House You (1990) et A Tribe Called Quest font usage de samples de jazz sur I Left My Wallet in El Segundo. Depuis la fin des années 1990, des artistes et groupes qui adoptent ce mélange incluent : RZA, The Roots, D'Angelo et Erykah Badu.

### Musique électronique
L'acid house émerge dans les années 1980 comme style de house music grâce aux DJ de Chicago comme DJ Pierre, Adonis, Farley Jackmaster Funk et Phuture. Il mêle éléments de house aux sons et basslines produits par le synthétiseur Roland TB-303, habituellement utilisé dans la musique psychédélique. En 1988, pendant la Second Summer of Love des milliers de fêtards viennent assister à l'événement. Le genre fait son entrée dans les classements pop britanniques avec des tubes de M/A/R/R/S, S'Express et Technotronic au début des années 1990, avant même la popularisation de la trance.
La trance vient des scènes techno et techno hardcore du début des années 1990. Elle se base sur de brefs morceaux de synthétiseurs répétés, accompagnés de quelques rythmiques minimales, et parfois d'un changement atmosphérique musical, qui donne un effet plus ou moins planant. Dérivée de l'acid house et de la techno, elle se développe en Allemagne et aux Pays-Bas avec des tubes comme Energy Flash de Joey Beltram et The Ravesignal de CJ Bolland.